# Liste der Monuments historiques in Maxey-sur-Meuse
Die Liste der Monuments historiques in Maxey-sur-Meuse führt die Monuments historiques in der französischen Gemeinde Maxey-sur-Meuse auf.

## Liste der Objekte
| Bezeichnung                  | Beschreibung                                                             | Standort                                       | Kennzeichnung | Schutzstatus | Datum | Bild |
| ---------------------------- | ------------------------------------------------------------------------ | ---------------------------------------------- | ------------- | ------------ | ----- | ---- |
| Skulptur Johannes der Täufer | Stein, farbig gefasst, bezeichnet 1570                                   | in der Kirche Assomption-de-Notre-Dame (Lage)  | PM88000546    | Classé       | 1961  |      |
| Skulptur Notre-Dame de Maxey | Darstellung der Madonna mit Kind; Stein, farbig gefasst, 15. Jahrhundert | in der Kirche Assomption-de-Notre-Dame (Lage)  | PM88001591    | Inscrit      | 2006  |      |
| Gemälde Mariä Himmelfahrt    | Ölfarbe auf Leinwand, 17. Jahrhundert                                    | in der Kapelle Notre-Dame-de-Beauregard (Lage) | PM88001590    | Inscrit      | 2006  |      |
| Pietà                        | Kalkstein, farbig gefasst, 16. Jahrhundert                               | in der Kapelle Notre-Dame-de-Beauregard (Lage) | PM88001589    | Inscrit      | 2006  |      |
| Patene                       | Silber, vergoldet, 18. Jahrhundert                                       | in der Kirche Assomption-de-Notre-Dame (Lage)  | PM88001592    | Inscrit      | 2006  |      |